# Sîromeatnîkove, Putîvl
Sîromeatnîkove (în ucraineană Сиром'ятникове) este un sat în comuna Kneazivka din raionul Putîvl, regiunea Sumî, Ucraina.

## Demografie
Componența lingvistică a localității Sîromeatnîkove
     Rusă (73,68%)
     Ucraineană (26,32%)
Conform recensământului din 2001, majoritatea populației localității Sîromeatnîkove era vorbitoare de rusă (73,68%), existând în minoritate și vorbitori de ucraineană (26,32%).